# Prix Delalande-Guérineau
Le prix Delalande-Guérineau est décerné par l'Institut de France dans deux disciplines. Un prix est attribué tous les deux ans depuis 1876 par l'Académie des inscriptions et belles-lettres à « la personne qui aura composé l'ouvrage jugé le meilleur par l'Académie ». Un prix du même nom est décerné par l'Académie des Sciences « au voyageur français ou savant, qui l'un ou l'autre, aurait rendu le plus de services à la science ou à la France ».
Ces prix ont été fondés par le décret du 25 octobre 1873 à la suite du legs de Mme Françoise Delalande, veuve de Jean-Louis Stanislas Guérineau. Françoise Delalande est la sœur de l'explorateur Pierre Antoine Delalande (1787-1923) et avait déjà fondé un prix à la mémoire de son frère pour la Société zoologique d'acclimatation en 1861.
Depuis 2018, l'Académie des inscriptions et belles-lettres a remplacé le prix par une médaille Delalande-Guérineau.

## Lauréats du prix décerné par l'Académie des inscriptions et belles-lettres

### Prix Delalande-Guérineau
- 1876 : James Darmesteter pour Haurvatât et Amervatât[4]
- 1880 : Jacques Normand et Gaston Raynaud pour Aiol, chanson de geste, publiée d'après le manuscrit unique de Paris[5]
- 1882 : Louis Havet pour De saturnino Latinorum versu[6]
- 1887 : Julien Havet pour Questions mérovingiennes[7]
- 1888 : Edmond Pottier et Salomon Reinach pour La Nécropole de Myrina[8]
- 1892 : Pierre Batttifol pour L'Abbaye de Rossano[9]
- 1894 : Dominique Mallet pour Les Premiers établissements des Grecs en Égypte (VIIe et VIe siècle)[10]
- 1896 : Louis Finot pour Les Lapidaires indiens
- 1898 :
  - Antoine Thomas pour Essais de philologie française
  - Edmond Edmont pour Lexique Saint-Polois[11]
- 1900 : Edmond Courbaud pour Le Bas-relief romain à représentations historiques[12]
- 1902 :
  - Victor Chauvin pour Bibliographie des ouvrages arabes depuis 1810
  - Israël Lévi pour son édition avec traduction française du texte hébreu de L'Ecclésiastique[13]
- 1904 :
  - Joseph Calmette pour Louis XI, Jean II et la Révolution catalane
  - Louis Thuasne pour Roberti Gaguini Epistole et Operationes[14]
- 1906 : Edmond Courbaud pour Œuvres de Cicéron, De Oratore, livre Ier[15]
- 1908 :
  - Émile Vernier pour La Bijouterie et la joaillerie égyptienne
  - Moïse Schwab pour son Rapport sur les inscriptions hébraïques[16]
- 1910 : René Sturel pour Jacques Amyot, traducteur des Vies parallèles de Plutarque[17]
- 1912 :
  - Maurice Brillant pour Les Secrétaires athéniens
  - François Sagot pour La Bretagne romaine[18]
- 1914 :
  - Jules Baillet pour Le régime pharaonique dans ses rapports avec l'évolution de la morale en Egypte
  - Clément Huart pour Histoire des Arabes
  - Henri Sottas, pour La Préservation de la propriété funéraire dans l'ancienne Egypte[19]

- 1916 : Bernard Prost et Henri Prost pour Inventaires dues Ducs de Bourgogne[20]

- 1918 : Pierre Roussel pour Délos, colonie athénienne[21]

- 1920 : Frédéric Macler pour la traduction de l'arménien de Histoire universelle par Etienne Asolek de Taron
- 1922 : Alain de Boüard pour Le Régime politique et les institutions de Rome au moyen âge[22]
- 1926 : Jean Capart pour Thèbes. La gloire d'un grand passé[23]
- 1928 :
  - M.-P. Deroux pour Les origines de l'oblature bénédictine
  - Alain de Boüard pour les Actes et lettres de Charles Ier, roi de Sicile, concernant la France[24]
- 1930 : Mathieu G. Nicolau pour L'Origine du cursus rythmique et les débuts de l'accent d'intensité en latin[25]
- 1932 :
  - Charles-François Jean pour Larsa, d'après les textes cunéiformes, et Tell Sifr
  - Noël Aimé-Giron pour Textes araméens d'Égypte[26]
- 1934 : Louis-Fernand Flutre pour Li Fait des Romains dans les littératures française et italienne du XIIIe au XVIe siècle[27]
- 1936 :
  - Louis Perret Essai sur la carrière d'Hadrien jusqu'à son avènement à l'Empire
  - R. P. Paul Henry pour Recherches sur la Préparation évangélique d'Eusèbe et l'édition perdue des Œuvres de Plotin publiée par Eustochius
- 1938 : Albert Vincent pour La religion des Judéo-araméens d'Éléphantine[28]
- 1940 : René Filhol pour Le Premier Président Christofle de Thou et la Réformation des coutumes[29]
- 1942 : Henry Bardon pour Les Empereurs et les lettres latines d'Auguste à Hadrien[30]
- 1944 : Roland de Mecquenem et Georges Contenau pour le tome XXIX des Mémoires de la Mission archéologique en Iran[31]
- 1946 : Félix Grat pour Étude sur le motu proprio des origines au milieu du XVIe siècle[32]
- 1948 :
  - Pierre-Maxime Schuhl pour La fabulation platonicienne
  - Édouard des Places pour Le Pronom chez Pindare[33]
- 1950 : Jean Filliozat pour La doctrine classique de la médecine indienne ; ses origines et ses parallèles grecs[34]
- 1952 : Robert Bossuat pour Manuel bibliographique de la Littérature française du Moyen Age[35]
- 1954 : Joël Le Gall pour Le Tibre, fleuve de Rome dans l'Antiquité et Recherches sur le culte du Tibre[36]
- 1956 : André Berthier et René Charlier pour Le sanctuaire punique d'El-Hofra à Constantine[37]
- 1958 : Marcel Gouron pour Le Matricule de l'Université de Médecine de Montpellier[38]
- 1960 : Ludwikà Bernhard pour l'ensemble de son œuvre[39]
- 1962 : Djinn Jacques-Meunié pour Les cités anciennes de Mauritanie[40]
- 1964 : Gérard E. Weil pour Élie Levita, humaniste et massorète, 1469-1549[41]
- 1966 : Madeleine-V. David pour Le débat sur les écritures et l'hiéroglyphe aux XVIIe et XVIIIe siècles et l'application de la notion de déchiffrement aux écritures mortes[42]
- 1968 : Denys Lombard pour Le sultanat d'Atjeh au temps d'Iskandar Muda 1607-1636[43]
- 1970 : Henri Chevrier pour sa participation à l'ouvrage rédigé avec Pierre Lacau : Une chapelle de Sésostris Ier à Karnak[44]
- 1972 : Roger Billard pour L'astronomie indienne[45]
- 1974 : Pierre Grelot pour Documents araméens d'Egypte[46]
- 1976 : Michèle Pirazzoli-t'Serstevens pour La civilisation du royaume de Dian à l'époque Han[47]
- 1980 : Alain-Pierre Zivie pour La tombe de Pached à Deir el-Medineh[48]
- 1982 : Dominique Valbelle pour Satis et Anoukis[49]
- 1984 : Christian Robin pour Les hautes terres du Nord-Yémen avant l'Islam : t. I. Recherches sur la géographie tribale et religieuse de Hawlan Quada'a et du pays de Hamdàm ; t. II. Nouvelles inscriptions[50]
- 1986 : Frantz Grenet pour Les pratiques funéraires dans l'Asie centrale sédentaire. De la conquête grecque à l'islamisation[51]
- 1988 : Michel Valloggia pour Balat I — Le Mastaba de Medou-Nefer[52]
- 1990 : Françoise Pommaret pour Les revenants de l'au-delà dans le monde tibétain. Sources littéraires et tradition vivante[53]
- 1992 : Francine Hérail pour Notes journalières de Fujiwara no Michinaga, ministre de la cour de Hei.an (995-1018)[54]
- 1994 : Bernadette Martel-Thoumian pour Les civils et l'administration dans l'état militaire Mamlùk (IXe -XVe siècle)[55]
- 1996 : Michel Reddé pour Douch IV : Le Trésor. - Inventaire des objets et essai d'interprétation[56]
- 1998 : Robert Vergnieux et Michel Gondran pour Aménophis IV et les pierres du soleil. Akhénaton retrouvé[57]
- 2000 : Sylvie Cauville pour Le temple deDendara. Les chapelles osiriennes[58]
- 2002 : Cécile Michel pour Correspondance des marchands de Kanish au début du IIe millénaire av. J.-C.[59]
- 2004 : Maroun Aouad pour l’édition et la traduction du Commentaire moyen à la Rhétorique d’Aristote d’Averroès (Ibn Rušd)[60]
- 2006 : Gregor Schoeler pour Écrire et transmettre dans les débuts de l’islam[61]
- 2008 : Charles-Henri de Fouchecour pour sa traduction commentée de l’ouvrage de Hâfez de Chiraz intitulé Le Divân. Œuvre lyrique d’un spirituel en Perse au XIVe siècle[62]
- 2010 : Robert Burawoy pour Armuriers du Japon (XVIe-XVIIIe s.) : étude du Meikô-zukan[63]
- 2012 : Françoise Wang-Toutain et Luo Wenhua pour Samâdhi of Completion: Secret Tibetan Yoga Illuminations from the Qing Court[64]
- 2014 : Israël Finkelstein pour Le royaume biblique oublié[65]
- 2016 : Frédéric Payraudeau pour Administration, société et pouvoir à Thèbes sous la XXIIe dynastie bubastite[66]

### Médaille Delalande-Guérineau
- 2018 : Marc Toutant pour Un empire de mots. Pouvoir, culture et soufisme à l’époque des derniers Timourides au miroir de la Khamsa de Mir Ali Shir Nawa’i[67]
- 2020 : Yoko Orimo pour sa traduction commentée de Shôbôgenzô : La vraie Loi, Trésor de l’œil[68]
- 2022 : Martin Sauvage pour sa direction de l’ouvrage collectif Atlas historique du Proche-Orient ancien[69]
- 2024 : Francis Joannès pour La chute de Babylone – 12 octobre 539 avant J.-C.[70]

## Lauréats du prix décerné par l'Académie des sciences
- 1876 : Henri Filhol
- 1880 : Jean Dupuis pour son exploration du Tonkin et du fleuve rouge[71]
- 1882 : Pierre Savorgnan de Brazza pour son exploration du fleuve Congo[72]
- 1884 : Paul Neis pour ses explorations en Indo-Chine[73]
- 1886 : Paul Hyades pour la direction des observations scientifiques de la Mission française au cap Horn[74]
- 1888 : Désiré Roblet pour ses cartes de Madagascar[75]
- 1890 : Verneau pour ses études sur les habitants des Îles Canaries[76]
- 1892 : Georges Rolland pour ses recherches géologiques sur le Nord de l'Afrique[77]
- 1894 : Léopold de Folin pour ses études sur la faune des mers profondes[78]
- 1896 : Georges Joseph Toutée pour sont expédition au Niger[79]
- 1898 : Émilio Damour pour ses recherches sur le chauffage industriel et les fours à gaz et sur la céramiques[80]
- 1900 : capitaines Maurain et Lacombe pour la reconnaissance de l'arc de méridien de Quito dans la République de l'Equateur[81]
- 1902 : François Gonnessiat pour sa collaboration à l'œuvre entreprise par la Mission géodésique de l'Equateur[82]
- 1904 : Auguste Pavie pour un ouvrage décrivant les collections anthropologiques et zoologiques recueillies dans les régions du Cambodge, du Siam et du Laos[83]
- 1906 : Léon Gaston Seurat pour son exploration des archipels voisins de Tahiti et notamment des îles Tuamotu[84]
- 1908 : Auguste Chevalier pour L'Afrique centrale française[85]
- 1910 : René de Segonzac pour ses travaux au Maroc[86]
- 1912 : Jean Tilho pour son rapport de mission scientifique entre le Niger et le Tchad[87]
- 1914 : Jacques Liouville pour Les Cétacés de l'Antarctique : Baleinoptères, Ziphiidés, Delphinidés[88]

- 1916 : Ernest Shakelton pour ses explorations du continent antarctique[89]

- 1920 : Georges Bruel pour l'ensemble de ses travaux relatifs à l'Afrique équatoriale française[90]
- 1922 : Achille Lamotte et Charles Mailles pour leurs travaux géodésiques et astronomiques[91]
- 1924 : Charles Le Maître pour ses travaux de cartographie en Afrique du Nord[92]
- 1926 : Jacques-Hippolyte Grossard pour la délimitation de l'Afrique équatoriale française et du Soudan anglo-égyptien[93]

- 1928 : Paul Serre pour ses contributions aux établissements scientifiques[94]

- 1930 : Félix Ollivier pour La Topographie sans topographe[95]
- 1932 : Ernest Benoit pour ses travaux et observations géodésiques[96]
- 1934 : Jules Sion pour La France méditerranéenne[97]
- 1936 : Jean-Pierre Rothé pour ses travaux de physique du globe[98]
- 1938 : Jacques Soubrier pour l'ensemble de ses voyages[99]
- 1942 : Max Douguet et René Jeannel pour leur mission scientifique d'exploration à bord du Bougainville dans les mers australes[100]

- 1946 : Henri Lhote pour ses travaux sur le Sahara[101]
- 1956 : René Papy pour Tahiti et les Îles voisines[102]

- 1987 : Jacques Mercier pour ses travaux de néotectonique en Europe du Sud, en Asie Centrale et en Amérique du Sud[103]

- 1996 : Jean-François Mestre pour ses travaux en Algèbre et en Théorie des Nombres, en particulier pour la construction d'extensions galoisiennes de groupes de Galois donnés[104]